# Нордия
Нордия (ивр. נוֹרְדִיָּה‎) — мошав в Центральном округе Израиля, входящий в региональный совет Лев-ха-Шарон. Основан в 1948 году, к концу 2010-х годов население около 2000 человек, основа экономики — сельское хозяйство и завод по производству пружин.

## География
Мошав административно входит в региональный совет Лев-ха-Шарон и расположен к востоку от Нетании вблизи дорожной развязки ха-Шарон (Бейт-Лид) (юго-западнее перекрёстка). Площадь населённого пункта составляет 2350 дунамов (2,35 км²). На севере граничит с общинным поселением Ганот-Хадар, вдоль восточной границы мошава проходит шоссе № 4, за которым начинается местный совет Пардесия.

## История
Поселение основано выходцами из молодёжного движения «Бейтар», прошедшими службу в британских вооружённых силах во время Второй мировой войны. В создании поселения участвовали две группы. Первая из них, «Веджвуд» (названная в честь Джозайи Веджвуда), была основана еврейскими солдатами британской армии в 1943 году в Ливии. Вторая, «Марголин» (названная в честь Элиэзера Марголина), основана в 1944 году в Италии бойцами 3-го батальона Еврейской бригады. Обе группы, независимо одна от другой, планировали создание поселения в форме кооперативного мошава.
По окончании войны члены группы «Марголин» обосновались в посёлке Кфар-Йона. 2 ноября (по другим данным — 1 ноября) 1948 года группа основала новое поселение на землях, ранее принадлежавших арабской деревне Хирбет-Бейт-Лид. Члены группы «Веджвуд» по возвращении в Палестину заселили брошенную предыдущими обитателями мошаву Мишмар-ха-Ярден в Галилее и за несколько лет сумели создать там образцовое сельскохозяйственное поселение. После решения ООН о разделе Палестины, однако, Мишмар-ха-Ярден начал подвергаться атакам со стороны границы с Сирией и 10 июня 1948 года был захвачен сирийскими войсками. Его жители были отправлены в лагеря военнопленных в Сирии, откуда вернулись лишь в 1949 году. После этого члены группы «Веджвуд» присоединились к членам группы «Марголин», и общее поселение получило название Нордия в честь сионистского лидера Макса Нордау.
В 1994 году с постройкой нового жилого района Неот-Нордия площадь и население Нордии удвоилось.

## Население
По данным Центрального статистического бюро Израиля, население на начало 2020 года составляло 1 950 человек.
Согласно переписи населения 2008 года, в Нордии проживали 1,9 тысячи человек (на 0,6 тысячи больше, чем при переписи 1995 года), почти все из них евреи. Около 60 % жителей были уроженцами страны, ещё 30 % составляли репатрианты, прибывшие в Израиль до начала 1990-х годов и чуть более 10 % — с 1990 года и позже. Около 15 % населения перебрались в Нордию из других населённых пунктов Израиля в течение 5 и менее лет до проведения переписи. Медианный возраст жителей составлял 39 лет (31 для мужчин и 45 для женщин). Чуть менее четверти населения составляли дети и подростки в возрасте до 17 лет включительно, 20 % — жители пенсионного возраста (65 лет и старше).
52 % жителей мошава в возрасте 15 лет и старше в 2008 году состояли в браке, среднее количество детей на замужнюю женщину — 2. Средний размер домохозяйства составлял 3 человека, при этом в 25 % домохозяйств был только один человек, а наиболее частыми были домохозяйства на 4—5 человек. 29 % жителей в возрасте 15 лет и старше окончили среднюю школу, ещё 32 % имели академическую степень от бакалавра и выше.

## Экономика
Сельскохозяйственная отрасль экономики в Нордии представлена выращиванием полевых и садово-огородных культур (включая цветоводство), птицеводческим и животноводческим хозяйством. Мошав использует общий с кибуцем Ха-Маапиль коровник, в нём также расположен один из крупнейших козьих загонов в Израиле. Кроме того, на территории Нордии расположен крупнейший в Израиле завод по производству пружин.
В 2008 году 68 % жителей мошава входили в пул работоспособного населения Израиля, из них 99 % были трудоустроены (более 80 % — как наёмные работники). В промышленности были заняты около 15 % трудоустроенных жителей, примерно столько же были заняты в сфере торговли и ремонта транспортных средств и около 20 % — в торговле недвижимостью и сфере деловых услуг. Ещё по 10 % были заняты в сферах здравоохранения и социальных услуг и в сфере образования.
Плотность проживания по состоянию на 2008 год составляла 0,7 человека на комнату. В 82 % домохозяйств Нордии имелся персональный компьютер, в 77 % — как минимум один автомобиль (более чем в 50 % — два и больше). В среднем на домохозяйство имелись 2,5 сотовых телефона.